# Jungo Fujimoto
Jungo Fujimoto (Yamato, 24. ožujka 1984.) japanski je nogometaš.

## Klupska karijera
Igrao je za Shimizu S-Pulse, Nagoya Grampus, Yokohama F. Marinos i Gamba Osaka.

## Reprezentativna karijera
Za japansku reprezentaciju igrao je od 2007. do 2012. godine. Odigrao je 13 utakmice postigavši 1 pogodak.
S japanskom reprezentacijom Jungo Fujimoto je igrao na Azijskom kupu 2011. godine.

## Statistika
| Japan  | Japan | Japan |
| Godina | Nast. | Gol.  |
| ------ | ----- | ----- |
| 2007.  | 4     | 0     |
| 2008.  | 0     | 0     |
| 2009.  | 0     | 0     |
| 2010.  | 2     | 0     |
| 2011.  | 4     | 0     |
| 2012.  | 3     | 1     |
| Ukupno | 13    | 1     |

## Vanjske poveznice
- National Football Teams
- Japan National Football Team Database